# Anatoli Vershik
Anatoli Moïsseïevitch Vershik (en russe : Анатолий Моисеевич Вершик. Anatoli Moïsseïevitch Verchik) est un mathématicien soviétique puis russe, né le 28 décembre 1933 à Leningrad (république socialiste fédérative soviétique de Russie, URSS) et mort le 14 février 2024 à Saint-Pétersbourg (Russie).
Il a contribué de manière significative à plusieurs domaines des mathématiques. Parmi ses travaux l'un des plus connus, en commun avec Sergueï V. Kerov, concerne la théorie des représentations du groupes symétriques infinis ainsi que des applications au problème de la plus longue sous-suite strictement croissante.
Il a pris position publiquement contre l'invasion de l'Ukraine par la Russie.

## Carrière
Anatoli Vershik étudie à partir de  1951 à l'université d'État de Saint-Pétersbourg (avec une interruption entre 1956 et 1958 pendant laquelle il travaille dans le service de calcul de la marine), puis il est doctorant à la faculté de mathématiques et mécanique. En 1963, il soutient une thèse de doctorat (Systèmes dynamiques gaussiens) et en 1974, il obtient l'habilitation (doktor nauk) sous la direction de Vladimir Abramovitch Rokhline. À partir de 1962, il enseigne à l'université d'État de Saint-Pétersbourg d'abord comme professeur assistant, puis comme professeur associé et enfin comme professeur titulaire de la chaire d'analyse. Depuis 1992, il est à l'Institut de mathématiques Steklov de Saint-Pétersbourg (POMI), où il dirige le département Théorie des représentations et systèmes dynamiques. De 1985 à 2008, il dirige la section mathématiques de la « maison des sciences » à Saint-Pétersbourg et de 1998 à 2008 il est président de la Société mathématique de Saint-Pétersbourg.
Il a été professeur invité notamment à l'université de Californie à Berkeley en 1994-1995) et Simons Professor au Mathematical Sciences Research Institute en 2008.
Les personnes dont il a dirigé la thèse incluent notamment Dmitri Burago, Alexander Barvinok (en), Anna Erschler et Sergueï Fomine.

## Contributions mathématiques
Anatoli Vershik travaille en théorie des représentations et ses applications, en systèmes dynamiques, théorie ergodique, théorie des probabilités, théorie de la mesure, géométrie (géométrie convexe, géométrie sous-riemannienne, géométrie discrète), optimisation et combinatoire. Il a écrit plus de 220 articles de recherche et a édité 15 ouvrages collectifs. Il est connu pour son travail sur les plus longues sous-suites croissantes. Au début des années 1970, il s'intéresse à la classification des filtrations et il montre qu'il existe, sur un même espace de probabilité, des filtrations non isomorphes, ce qui le conduit à introduire les filtrations standard.

## Prises de position
Dans sa tribune  il s'indigne d'une pétition de soutien à la guerre signée par 260 recteurs d'universités russes, et demande aux mathématiciens de s'engager contre la guerre, non pas en demandant qu'elle s'arrête, mais en reconnaissant qu'il s'agit d'une agression de la Russie contre l'Ukraine.

## Prix et distinctions
- Prix Humboldt (2008)
- Conférencier invité au  Congrès international des mathématiciens de 1974 à Vancouver (où il n' pas pu donner d'exposé) et en 1994 à Zurich (Asymptotic combinatorics and algebraic analysis). En 2012, il est élu fellow de l'American Mathematical Society[6].
- Élu membre de l'Academia Europaea (2015)[7].

## Publications
- Anatoly Vershik et Alexander Shen, « Admission to the mathematics faculty in Russia in the 1970s and 1980s », The Mathematical Intelligencer, vol. 16, no 4,‎ 1994, p. 4-5 (lire en ligne).
- Anatoly Vershik, « What is good for mathematics? Thoughts on the Clay Millennium Prize », Notices AMS,‎ janvier 2007 (lire en ligne).
- Anatoly Vershik, « The life and fate of functional analysis in the twentieth century », dans Bolibruch, Osipov, Sinai (éditeurs), Mathematical Events of the Twentieth Century, Springer, 2006, p. 427.
- Anatoly Vershik, « Universality and randomness for the graph and metric spaces », dans Pierre Cartier et. al. (éditeurs), Frontiers in Number Theory, Physics and Geometry, vol. 1, Springer, 2006.